# محوطه گاوبن
محوطه گاوبن مربوط به دوران‌های تاریخی پس از اسلام است و در شهرستان رودسر، بخش رحیم آباد، روستای رودبارک واقع شده و این اثر در تاریخ ۲ بهمن ۱۳۸۲ با شمارهٔ ثبت ۱۰۷۵۸ به‌عنوان یکی از آثار ملی ایران به ثبت رسیده‌است.